# Амати
Амати је презиме једне од најстаријих породица градитеља виолине у Италији. Најчувенији виолинар породице је Николо Амати (1596-1684) чије си и данас на највишој цијени. Први градитељ и оснивач породице био је Андреја (1505-1580), а посљедњи Ђироламо који је умро 1740. године. Најславнији међу њима, Николо, знање и вјештину грађења пренио је на своје вриједне ученике Гранчина, Андреју Гварнерија и, по свој прилици, на Антонија Страдиварија.